# Massís del Montnegre
El Montnegre és un conjunt muntanyós que forma part de la serralada Litoral. Constitueix la secció més alta de la serralada de Marina amb 766 metres d'altitud al Turó Gros.

## Particularitats
Situat al nord del Maresme i part del Vallès Oriental, el Montnegre s'estén entre la Tordera i la riera de la Vallalta. Amb 15.000 hectàrees, aquest massís, el nom del qual prové de la foscor dels seus boscos d'alzines, passà a formar part de la Xarxa de Parcs Naturals de la Diputació de Barcelona —juntament amb la serra del Corredor— amb el nom de Parc Natural del Montnegre i el Corredor.
Poblat des del Neolític, tal com demostra el dolmen de la Pedra Gentil a Vallgorguina, l'ús agrícola del sòl ha desaparegut pràcticament, i ara el seu territori es va reconvertint per dedicar-lo a usos lúdics i d'oci. Així, el Montnegre, amb indrets inoblidables com la riera de Fuirosos, l'ermita de l'Erola, Sant Martí de Montnegre o Hortsavinyà, és avui un territori ocupat en el 95% per massa forestal, la qual, en algunes àrees, està formada per una vegetació de caràcter centreeuropeu, cosa que el converteix en un lloc molt agradable per a l'excursionisme, el senderisme i l'esbarjo.
La Vallalta és una estreta vall que circula pels contraforts del massís del Montnegre al Maresme entre els municipis d'Arenys de Munt, Canet de Mar i Sant Pol de Mar, a la riba de la mateixa riera, i hi trobem Sant Iscle de Vallalta i Sant Cebrià de Vallalta.